# Elmalı
Elmalı là một huyện thuộc tỉnh Antalya, Thổ Nhĩ Kỳ. Huyện có diện tích 1647 km² và dân số thời điểm năm 2007 là 36213 người, mật độ 22 người/km².